# Tetrablemma manggarai
Tetrablemma manggarai là một loài nhện trong họ Tetrablemmidae.
Loài này thuộc chi Tetrablemma. Tetrablemma manggarai được Lehtinen miêu tả năm 1981.